# Никола Карабатич
Никола Карабатич (на сръбски: Никола Карабатић; на хърватски: Nikola Karabatić; роден на 11 април 1984 в Ниш) е френски хандбалист от сръбско-хърватски произход, който играе като централен разпределител и ляв гард.
Роден е в Ниш, СР Сърбия, Югославия в семейството на сръбкиня и хърватин (от рйона на гр. Трогир, Южна Хърватия). Когато Никола е на 3,5 години, семейството му се преселва във Франция, където баща му е поканен за треньор. Става гражданин на Франция.
Състезава се за „Барселона“, Испания, „Пари Сен Жермен“ и др. Двукратен олимпийски шампион – в Пекин (2008) и в Лондон (2012), на Летните олимпийски игри в Бразилия е на 2-ро място. Трикратен световен шампион – в Хърватия (2009), в Швеция (2011), в Катар (2015), трикратен европейски шампион – в Швейцария (2006), в Австрия (2010), в Дания (2014).